# Cataphrodisium callichroos
Cataphrodisium callichroos là một loài bọ cánh cứng trong họ Cerambycidae.